# Fuscidea maccarthyi
Fuscidea maccarthyi är en lavart som beskrevs av Kantvilas. Fuscidea maccarthyi ingår i släktet Fuscidea och familjen Fuscideaceae.   Inga underarter finns listade i Catalogue of Life.